# IC 251
IC 251 ist eine linsenförmige Galaxie vom Hubble-Typ SAB0(rs)a? im Sternbild Walfisch südlich der Ekliptik. Sie ist schätzungsweise 332 Millionen Lichtjahre von der Milchstraße entfernt und hat einen Durchmesser von etwa 60.000 Lj. 

Im selben Himmelsareal befindet sich u. a. die Galaxie NGC 1065, IC 252, IC 253, IC 254.
Das Objekt wurde am 5. Dezember 1891 vom französischen Astronomen Stéphane Javelle entdeckt.